# Apocynaceae
Apocinaceele (Apocynaceae) este o  familie de plante dicotiledonate aparținând ordinului Gentianales.

## Descriere
Familia Apocynaceae cuprinde 480 de genuri, cu cca 4800 de specii de plante perene entomofile, erbacee și liane, rar arbuști, arbori, unele cu tulpini cărnoase, suculente sau agățătoare și volubile, răspândite mai ales în regiunile subtropicale și tropicale, mai puțin în cele cu climat temperat. Au frunze simple, de obicei opuse, nestipelate, adesea coriacee și sempervirescente. Florile sunt actinomorfe (cu simetrie radiară), hermafrodite (bisexuate), tetra- sau pentamere, gamosepale și gamopetale, grupate în inflorescențe cimoase. Caliciul este gamosepal, adânc, 5 (sau 4) fidat. Corolă este gamopetală, hipocrateriformă, campanulată sau infundibuliformă, cu 5 (4) lacinii, cu gâtul de regulă acoperit cu scvame. Androceul cu  4-5 stamine inserate aproape la mijlocul tubului corolei, anterele adesea cu conectiv bine dezvoltat, prelungit deasupra lor și păros. Gineceul cu ovar superior, bicarpelar, cenocarpic sau cu carpele aproape libere, multiovulat, cu 1 sau 2 stile terminate cu un stigmat adeseori globulos sau disciform umflat. La baza gineceului se află 2 nectarine evidente, dispuse opus.  Formulă florală: ⚥✳ K(5-4) [G(5-4) A5-4] G(2) sau 2. Fructul (capsule, bace sau folicule) este simplu sau multiplu, uneori se desface în fructe parțiale. La speciile din România fructele sunt uscate, dehiscente, formate din 2 mericarpe, multisperme. Semințele sunt adeseori turtite, uneori cu un smoc de peri terminali. Reprezentanții familiei se caracterizează de obicei prin prezența fasciculelor bicolaterale, a laticiferelor nearticulate și a unor substanțe toxice. În România se găsesc numai 3 genuri, cu 5 specii spontane sau cultivate ca plante ornamentale.

## Importanța
Genurile Nerium , Vinca (saschiu), Catharanthus, Asclepias, Hoya, Stapelia, Plumeria  și Tabernaemontana sunt cultivate ca plante ornamentale. Genurile Nerium și Thevetia sunt plante otrăvitoare (pot fi fatale). Asclepias este toxică pentru vite. Rădăcinile de Rauvolfia serpentina conțin rezerpină cu acțiune sedativă și hipotensivă. Strophanthus contine glicozide cardiotonice (strofantină) și alte principii active cu importanță în practica medicala. Nerium (oleandru) se cultivă ca plantă decorativă;  frunzele și scoarța, precum și lemnul acestui gen sunt otrăvitoare; conțin glicozizi cardiotonici. Din Catharanthus roseus se obțin medicamente antileucemice: vincristina și vinblastina. Latexul din Plumeria este folosit în tratamentul durerilor de dinți. Latexul unor specii din genurile Landolphia, Clitandra, Cryptostegia, Hancornia, Urceola se folosește pentru extragerea cauciucului. Apocynum cannabinum originară din America de Nord, are importanță practică datorită fibrelor tulpinale folosite în industria textilă. Fibrele din tulpina de Calotropis și Leptadaenia sunt utilizate pentru fabricarea de parâme. Tuberculii de Ceropegia sunt comestibili.

## Specii din România
Flora spontană a României conține 5 specii:
- Nerium oleander = Leandru, Oleandru
- Trachomitum venetum (Apocynum venetum) = Chendâr
- Vinca herbacea = Saschiu erbaceu, Brebenoc erbaceu, Pervincă
- Vinca major = Saschiu mare, Brebenoc mare
- Vinca minor = Saschiu mic, Brebenoc mic

## Specii din Republica Moldova
Flora Republicii Moldova conține 2 specii:
- Vinca herbacea = Saschiu erbaceu, Brebenoc erbaceu
- Vinca minor = Saschiu mic, Brebenoc mic

## Genuri
- Acokanthera
- Adelostemma
- Adenium
- Aganonerion
- Aganosma
- Alafia
- Allamanda
- Allomarkgrafia
- Allowoodsonia
- Alstonia
- Alyxia
- Amalocalyx
- Ambelania
- Amblyopetalum
- Amblystigma
- Amphineurion
- Amsonia
- Anatropanthus
- Ancylobothrys
- Anechites
- Angadenia
- Anisopus
- Anisotoma
- Anodendron
- Anomalluma
- Apocynum
- Araujia
- Artia
- Asclepias
- Asketanthera
- Aspidoglossum
- Aspidonepsis
- Aspidosperma
- Astephanus
- Asterostemma
- Atherandra
- Atherostemon
- Baharuia
- Bahiella
- Baissea
- Barjonia
- Baroniella
- Baseonema
- Batesanthus
- Baynesia
- Beaumontia
- Belostemma
- Biondia
- Blepharodon
- Blyttia
- Bousigonia
- Brachystelma
- Buckollia
- Cabucala
- Calciphila
- Callichilia
- Calocrater
- Calotropis
- Calyptranthera
- Cameraria
- Campestigma
- Camptocarpus
- Caralluma
- Carissa
- Carruthersia
- Carvalhoa
- Cascabela
- Catharanthus
- Cerbera
- Cerberiopsis
- Ceropegia
- Chamaeclitandra
- Chilocarpus
- Chlorocyathus
- Chonemorpha
- Cibirhiza
- Cionura
- Cleghornia
- Clitandra
- Condylocarpon
- Conomitra
- Cordylogyne
- Cosmostigma
- Couma
- Craspidospermum
- Crioceras
- Cryptolepis
- Cryptostegia
- Cycladenia
- Cyclocotyla
- Cylindropsis
- Cynanchum
- Cynoctonum
- Decalepis
- Desmidorchis
- Dewevrella
- Dictyanthus
- Dictyophleba
- Diplolepis
- Diplorhynchus
- Diplostigma
- Dischidanthus
- Dischidia
- Dischidiopsis
- Ditassa
- Dittoceras
- Dolichopetalum
- Duvalia
- Duvaliandra
- Dyera
- Echidnopsis
- Echites
- Ectadium
- Ecua
- Edithcolea
- Emicocarpus
- Emplectanthus
- Ephippiocarpa
- Epigynum
- Epistemma
- Eucorymbia
- Eustegia
- Fanninia
- Farquharia
- Fernaldia
- Finlaysonia
- Fischeria
- Fockea
- Forsteronia
- Funastrum
- Funtumia
- Galactophora
- Geissospermum
- Genianthus
- Glossonema
- Glossostelma
- Gomphocarpus
- Gongronema
- Gonioma
- Goniostemma
- Gonolobus
- Goydera
- Graphistemma
- Grisebachiella
- Gunnessia
- Gymnanthera
- Gymnema
- Gymnolaema
- Gyrostelma
- Hancornia
- Hanghomia
- Haplophyton
- Hemidesmus
- Hemipogon
- Hermanschwartzia
- Heterostemma
- Heynella
- Hiepia
- Himatanthus
- Holarrhena
- Holostemma
- Hoodia
- Hoodiopsis
- Hoya
- Huernia
- Huerniopsis
- Hunteria
- Hylaea
- Hypolobus
- Ibatia
- Ichnocarpus
- Ischnolepis
- Isonema
- Ixodonerium
- Jasminanthes
- Jobinia
- Kamettia
- Kanahia
- Kerbera
- Kibatalia
- Kopsia
- Lachnostoma
- Lacmellea
- Landolphia
- Larryleachia
- Laubertia
- Lavrania
- Laxoplumeria
- Lepinia
- Lepiniopsis
- Leptadenia
- Leuconotis
- Luckhoffia
- Lygisma
- Maclaudia
- Macoubea
- Macroditassa
- Macropharynx
- Macroscepis
- Malouetia
- Mandevilla
- Margaretta
- Marsdenia
- Mascarenhasia
- Matelea
- Melodinus
- Merrillanthus
- Mesechites
- Metaplexis
- Metastelma
- Micrechites
- Microloma
- Microplumeria
- Minaria
- Miraglossum
- Molongum
- Mondia
- Monolluma
- Monsanima
- Mortoniella
- Motandra
- Mucoa
- Myriopteron
- Nautonia
- Neobracea
- Neocouma
- Neoschumannia
- Nephradenia
- Nerium
- Notechidnopsis
- Ochrosia
- Odontadenia
- Odontanthera
- Oistonema
- Oncinema
- Oncinotis
- Oncostemma
- Ophionella
- Orbea
- Oreosparte
- Orthanthera
- Orthopichonia
- Orthosia
- Oxypetalum
- Oxystelma
- Pachycarpus
- Pachypodium
- Pacouria
- Papuechites
- Parahancornia
- Parameria
- Parapodium
- Parepigynum
- Parquetina
- Parsonsia
- Pectinaria
- Peltastes
- Pentacyphus
- Pentalinon
- Pentarrhinum
- Pentasacme
- Pentastelma
- Pentatropis
- Pentopetia
- Peplonia
- Pergularia
- Periploca
- Pervillaea
- Petalostelma
- Petchia
- Pherotrichis
- Philibertia
- Phyllanthera
- Piaranthus
- Picralima
- Pinochia
- Plectaneia
- Pleiocarpa
- Pleioceras
- Pleurostelma
- Plumeria
- Polystemma
- Pottsia
- Prestonia
- Pseudolachnostoma
- Pseudolithos
- Pteralyxia
- Pycnobotrya
- Pycnorhachis
- Quaqua
- Raphionacme
- Raphistemma
- Rauvolfia
- Rhabdadenia
- Rhazya
- Rhigospira
- Rhodocalyx
- Rhyncharrhena
- Rhyssolobium
- Rhyssostelma
- Rhytidocaulon
- Rhytidostemma
- Riocreuxia
- Saba
- Sarcolobus
- Sarcorrhiza
- Sarcostemma
- Schizoglossum
- Schizostephanus
- Schizozygia
- Schlechterella
- Schubertia
- Scyphostelma
- Secamone
- Secamonopsis
- Secondatia
- Seshagiria
- Seutera
- Sichuania
- Sindechites
- Sisyranthus
- Skytanthus
- Socotrella
- Solenostemma
- Sphaerocodon
- Spirella
- Spirolobium
- Spongiosperma
- Stapelia
- Stapelianthus
- Stapeliopsis
- Stathmostelma
- Stelmagonum
- Stenomeria
- Stenostelma
- Stephanostegia
- Stephanostema
- Stigmatorhynchus
- Stipecoma
- Stomatostemma
- Strempeliopsis
- Streptocaulon
- Streptoechites
- Strophanthus
- Tabernaemontana
- Tabernanthe
- Tacazzea
- Tassadia
- Tavaresia
- Telectadium
- Telosma
- Temnadenia
- Thenardia
- Thevetia
- Thoreauea
- Thozetia
- Thyrsanthella
- Tintinnabularia
- Tonduzia
- Toxocarpus
- Trachelospermum
- Treutlera
- Trichosacme
- Trichosandra
- Tridentea
- Tromotriche
- Tweedia
- Tylophora
- Urceola
- Utleria
- Vahadenia
- Vailia
- Vallariopsis
- Vallaris
- Vallesia
- Whitesloanea
- Widgrenia
- Vietnamia
- Willughbeia
- Vinca
- Vincetoxicopsis
- Vincetoxicum
- Voacanga
- Woodia
- Wrightia
- Xysmalobium
- Zacateza
- Zygostelma